# Liotryphon cercopithecus
Liotryphon cercopithecus är en stekelart som först beskrevs av Costa 1885.  Liotryphon cercopithecus ingår i släktet Liotryphon och familjen brokparasitsteklar. Inga underarter finns listade i Catalogue of Life.